# Präregulärer Raum
In der Topologie und verwandten Gebieten der Mathematik sind präreguläre Räume spezielle topologische Räume, die gewisse Trennungseigenschaft besitzen. Sie erfüllen das Trennungsaxiom R1.

## Definition
Sei X ein topologischer Raum. Zwei Punkte x und y in X heißen topologisch unterscheidbar, falls eine offene Menge existiert, die genau einen der beiden Punkte enthält. Weiter heißen sie durch Umgebungen getrennt, falls sie disjunkte offene Umgebungen besitzen.
- X heißt präregulärer Raum, falls zwei beliebige topologisch unterscheidbare Punkte durch Umgebungen getrennt sind.[1]

Da zwei Punkte x und y in X genau dann topologisch unterscheidbar sind, wenn {\displaystyle {\overline {\{x\}}}\not ={\overline {\{y\}}}}, kann man auch definieren:
- X heißt präregulärer Raum, falls je zwei Punkte x und y mit {\displaystyle {\overline {\{x\}}}\not ={\overline {\{y\}}}} disjunkte Umgebungen besitzen.[2]

Präreguläre Räume heißen auch R1-Räume. Man sagt auch, dass sie das Trennungsaxiom R1 erfüllen.

## Beispiele
- Hausdorffräume sind präregulär, denn in ihnen liegt die Trennbarkeit für jedes Paar verschiedener Punkte vor, insbesondere für topologisch unterscheidbare.
- Ein Raum mit der trivialen Topologie ist präregulär, denn in ihm existieren keine topologisch unterscheidbaren Punkte, für die eine Trennbarkeitseigenschaft vorliegen müsste.
- Der Raum {\displaystyle X=\{0,1\}} mit der Topologie {\displaystyle \{\emptyset ,\{0\},X\}} ist nicht präregulär, denn die Punkte 0 und 1 sind mittels der offenen Menge {\displaystyle \{0\}} topologisch unterscheidbar, aber sie können nicht durch Umgebungen getrennt werden.

## Eigenschaften
- Ein topologischer Raum ist genau dann präregulär, wenn der Kolmogoroff-Quotient KQ(X) von X ein Hausdorff-Raum ist.

- Erfüllt ein präregulärer Raum zusätzlich Kompaktheitsbedingungen, so erfüllt er weit stärkere Trennungsaxiome: So ist zum Beispiel jeder präreguläre lokalkompakte Raum vollständig regulär. Kompakte präreguläre Räume sind sogar normal. Man beachte, dass einige Autoren die Begriffe kompakt, lokalkompakt, vollständig regulär und normal nur für Hausdorff-Räume verwenden.